# كين إيستوود
كين إيستوود (23 نوفمبر 1935 - ) (بالإنجليزية: Ken Eastwood)‏ هو لاعب كريكت أسترالي. شارك مع منتخب أستراليا الوطني للكريكت.

## وصلات خارجية
- كين إيستوود على موقع إي آس بي آن كريك إنفو (الإنجليزية)